# Caraman, Haute-Garonne
Caraman este o comună în departamentul Haute-Garonne din sudul Franței. În 2009 avea o populație de 2.361 de locuitori.

## Evoluția populației
| An        | 1975  | 1982  | 1990  | 1999  | 2006  | 2009  |
| --------- | ----- | ----- | ----- | ----- | ----- | ----- |
| Populație | 1.621 | 1.642 | 1.765 | 1.944 | 2.230 | 2.361 |

## Monumente

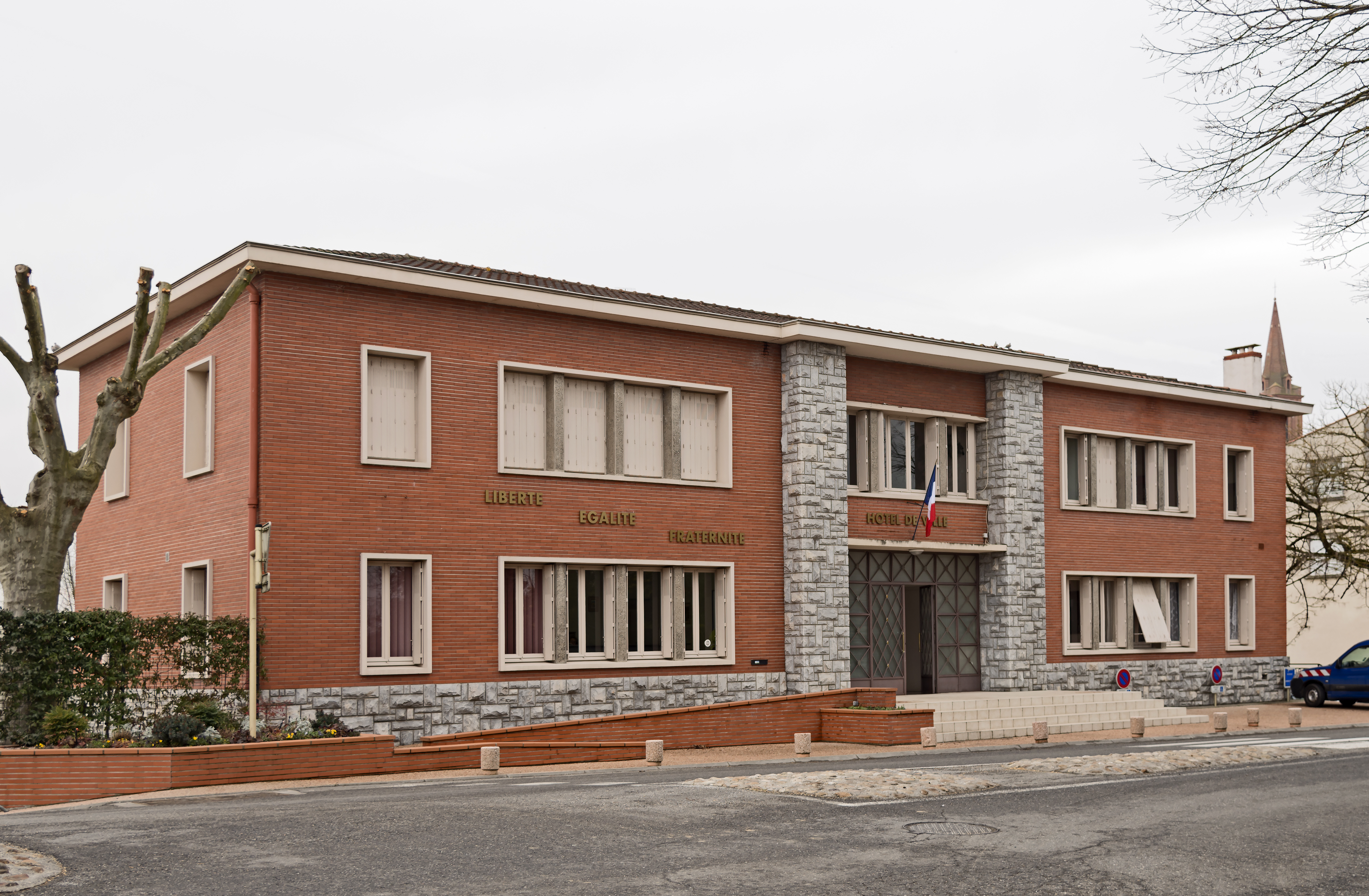
Primărie
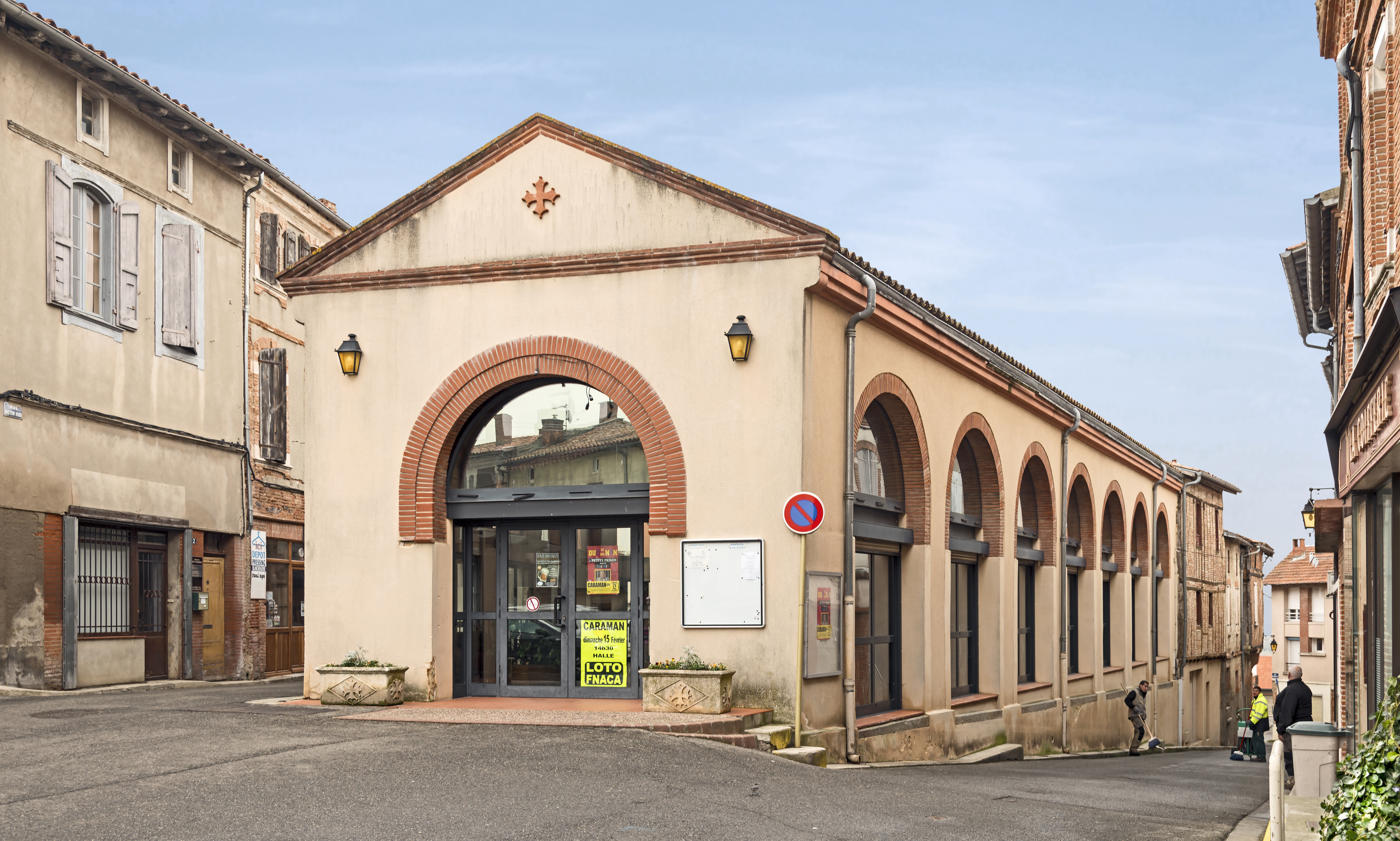
Piața acoperit
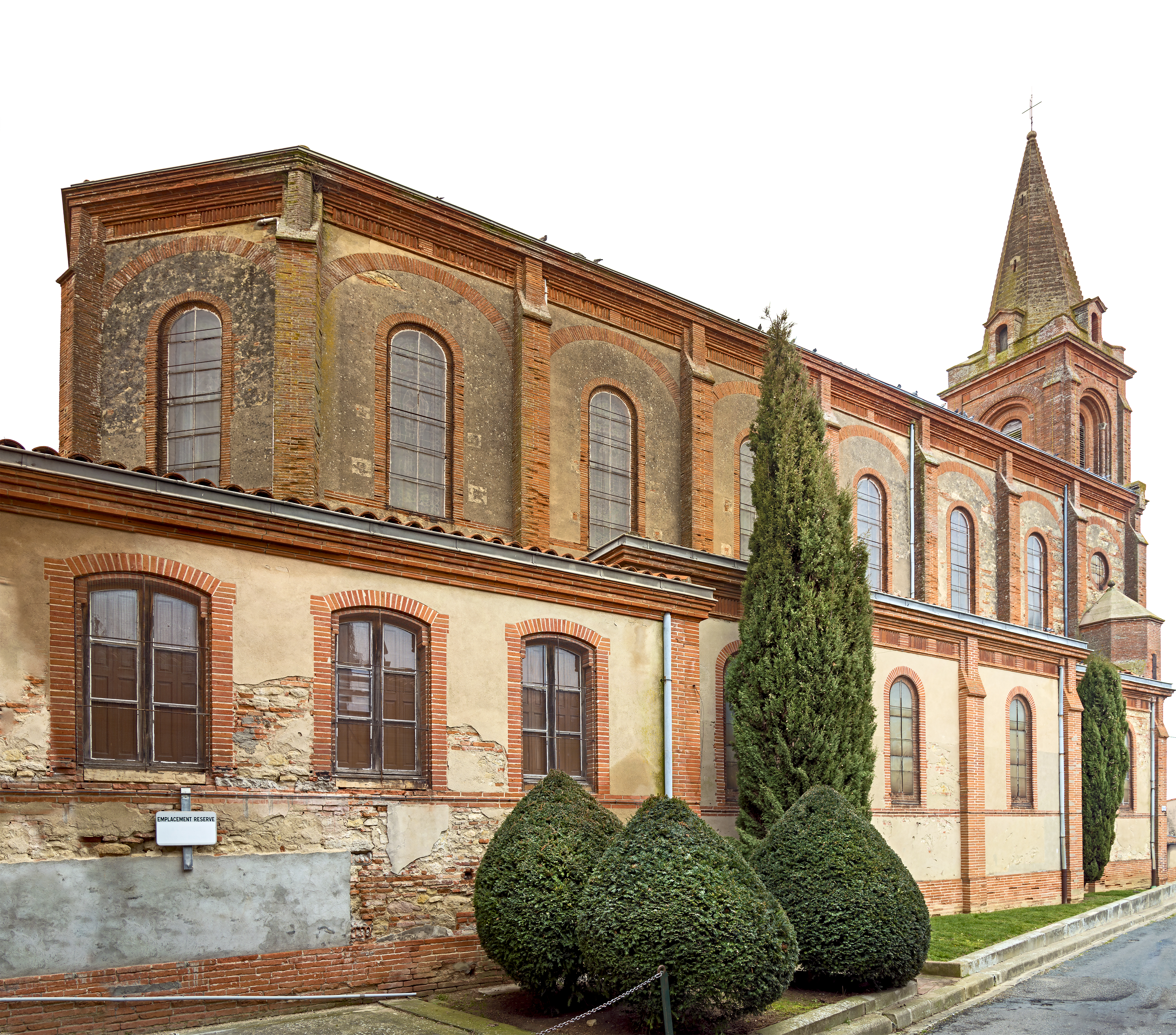
Biserica Saint-Pierre
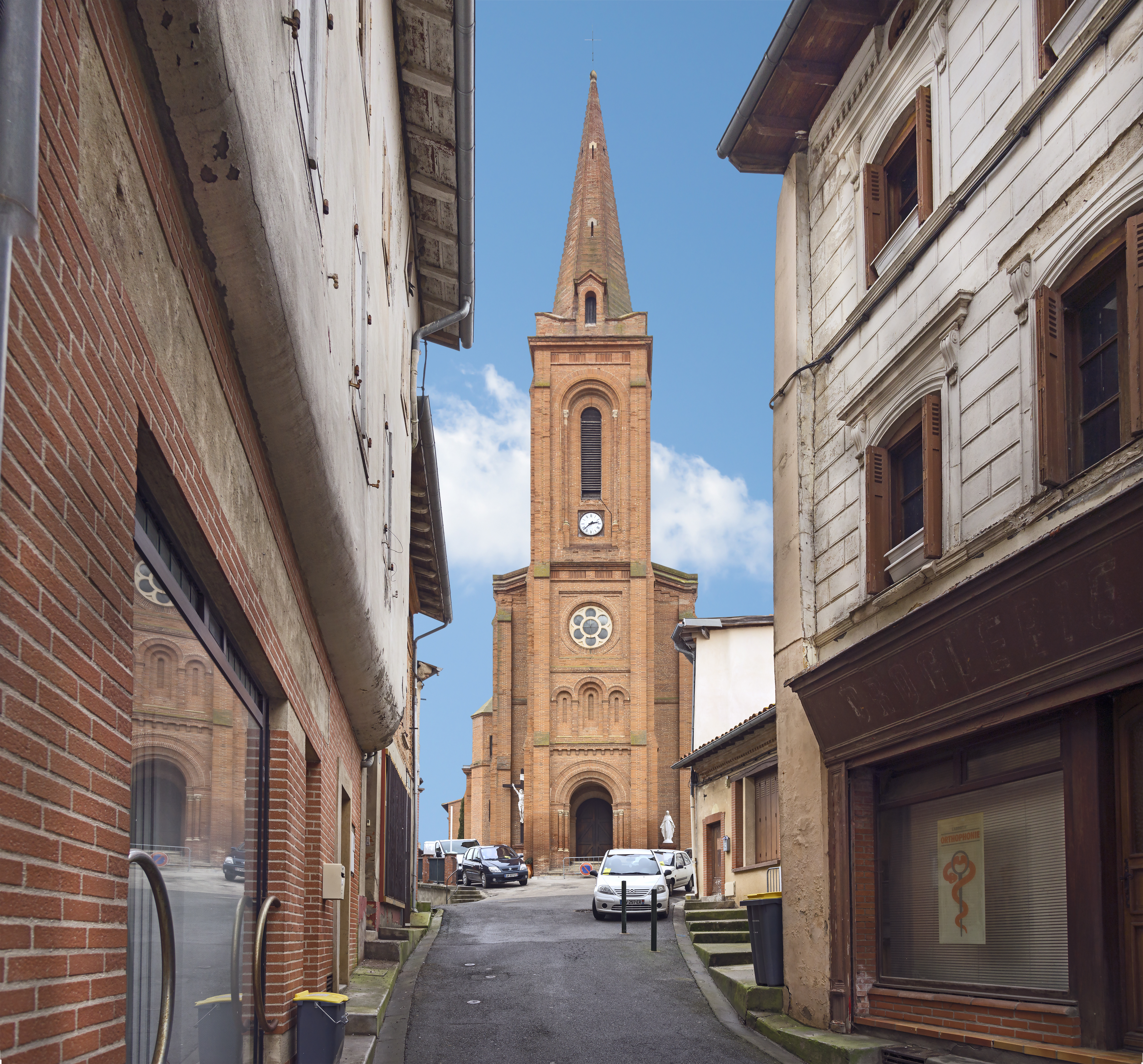
Turnul clopotnita
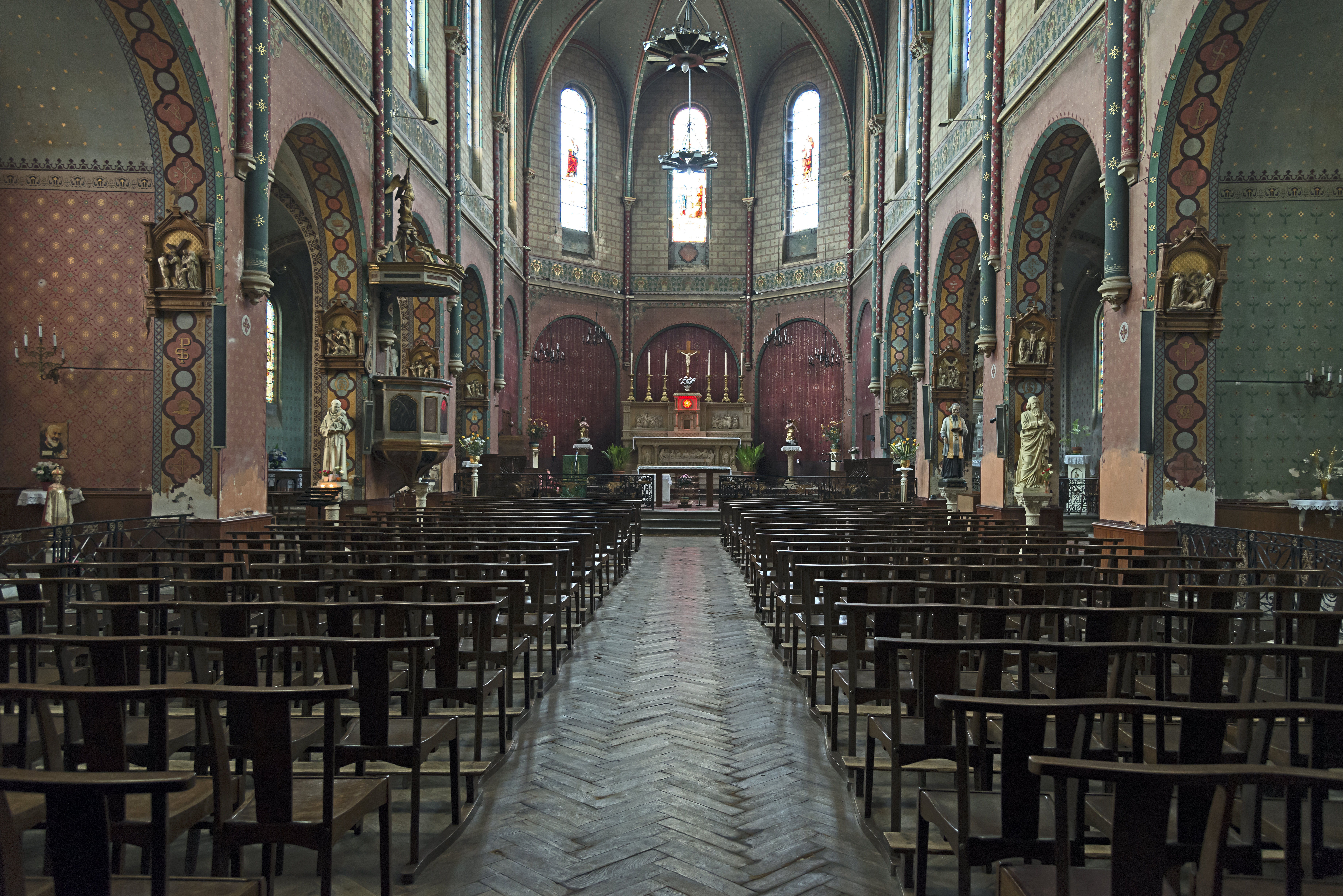
Naos
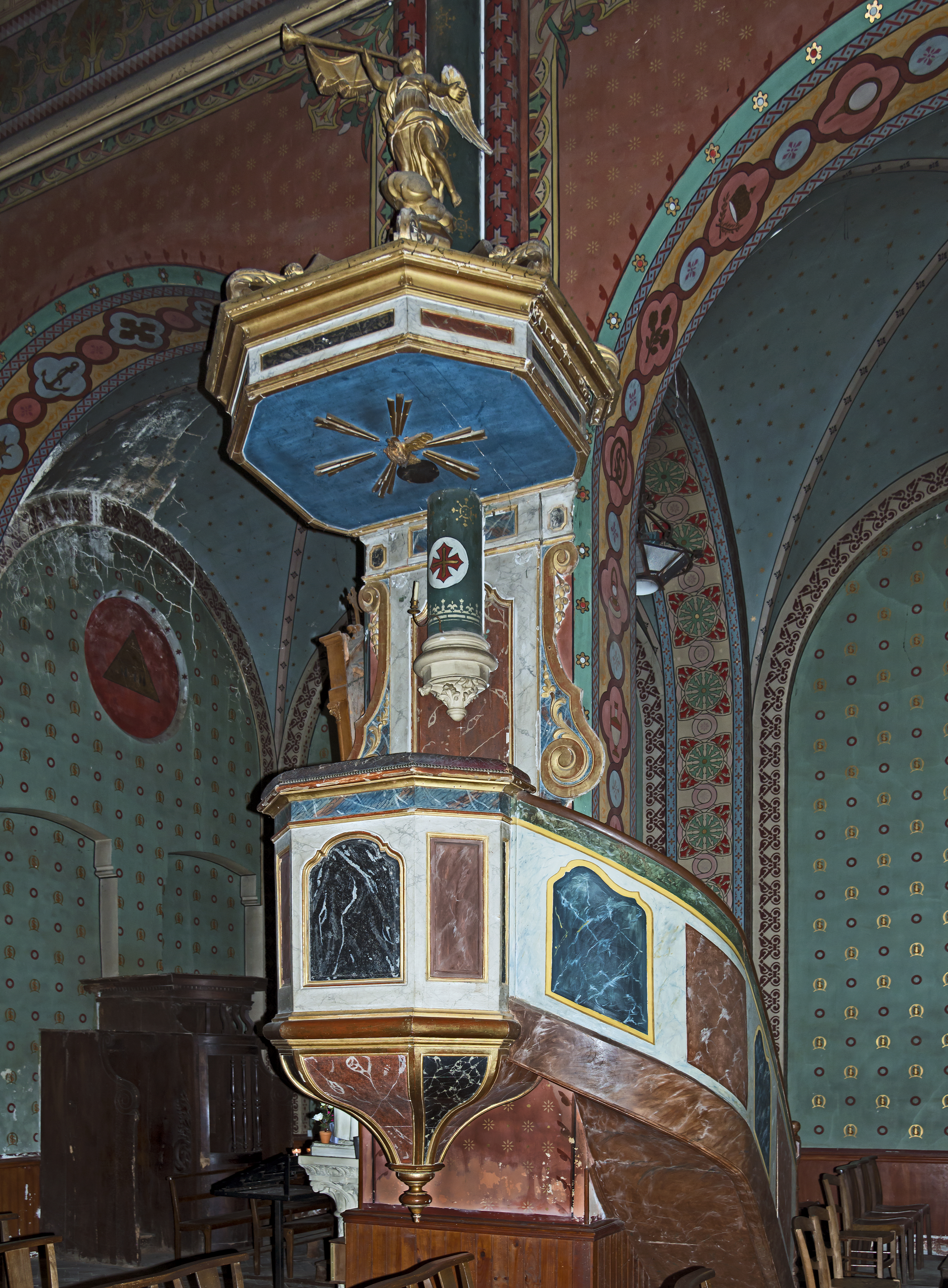
Amvon